# Mark Lawrence
Mark Lawrence (Champaign-Urbana, 28 de janeiro de 1966) é um escritor de dupla nacionalidade (americana e britânica). Ele é autor da série de livros The Broken Empire (no Brasil: Trilogia dos Espinhos) e The Red Queen's War (no Brasil: A Guerra da Rainha Vermelha). 
Junto de nomes como Brandon Sanderson, Michael J. Sullivan, Peter V. Brett e Joe Abercrombie, é um dos maiores representantes, entre os autores contemporâneos de sucesso, da literatura fantástica adulta.[carece de fontes?]

## Biografia
Lawrence nasceu no Estados Unidos, mas ainda bem novo, se mudou com os pais para a Inglaterra. Lawrence é casado e tem quatro filhos, um dos quais, portador de deficiência, e vivem em Bristol, Inglaterra. Ele trabalhava como cientista de pesquisa no campo da inteligência artificial e ocupou o nível secreto do governos dos EUA e do Reino Unido.

## Literatura
O primeiro trabalho de Lawrence, Prince of Thorns (lançado no Brasil em 2013 pela editora Darkside Books, com o título original), foi publicado originalmente em inglês pelas editoras Ace e Voyager (selo da HarperCollins), em agosto de 2011 e foi finalista do Prêmio Goodreads de "Melhor Fantasia de 2011" e dos prêmios David Gemmell Morningstar e Prix Imaginales (Roman étranger) em 2013. Prince of Thorns foi também um dos Barnes and Nobles de melhores lançamentos de fantasia de 2011.
Seu segundo livro, King of Thorns foi publicado pela Ace/Voyager em agosto de 2012 e foi novamente finalista do Prêmio Goodreads de "Melhor Fantasia 2012". King of Thorns foi novamente também um dos Barnes and Nobles de "Melhores Lançamentos Fantasia de 2012" e David Gemmell Morningstar em 2013. O último livro da Trilogia dos Espinhos, o livro Emperor of Thorns, foi publicado pela Ace/Voyager, em agosto de 2013. As vendas na primeira semana levou o livro à lista de Best-seller do Sunday Times. Seu trabalho está traduzido em mais de 20 idiomas.

### Trilogia dos Espinhos (The Broken Empire Trilogy, no original)
1. Prince of Thorns (2011) no Brasilː (DarkSide Books, 2013) / em Portugal: Príncipe dos Espinhos (Topseller, 2016)
2. King of Thorns (2012) no Brasilː (DarkSide Books, 2014) / em Portugal: Rei dos Espinhos (Topseller, 2016)
3. Emperor of Thorns (2013) no Brasilː (DarkSide Books, 2014) / em Portugal: Imperador dos Espinhos (Topseller, 2017)

#### Livros relacionados
- The Secret (2015)
- Road Brothers (2017)

### A Guerra da Rainha Vermelha (The Red Queen's War, no original)
1. Prince of Fools (2014) no Brasilː (DarkSide Books, 2015) / em Portugal: Príncipe das Trevas (TopSeller, 2018)
2. The Liar's Key (2015) no Brasilː (DarkSide Books, 2017) / em Portugal: A Chave de Loki (TopSeller, 2018)
3. The Wheel of Osheim (2016)

### Impossible Times
1. One Word Kill (2019)
2. Limited Wish (2019)
3. Dispel Illusion (2019)

### MundoRed Sister

#### TrilogiaRed Sister
1. Red Sister (2017)[7]
2. Grey Sister (2018)
3. Holy Sister (2019)

##### Livros relacionados
- 2.5. Bound (2018)
- The Devil You Know (2021)

#### TrilogiaBook of the Ice
1. The Girl and the Stars (2020)[8]
2. The Girl and the Mountain (2021)
3. The Girl and the Moon (2022)

### TrilogiaThe Library
1. The Book That Wouldn't Burn (May 2023)
2. The Book That Broke the World (April 2024)

### Contos
- Dark Tide (2012) publicado emː Fading Light Anthology
- Quick (2013) publicado emː Triumph Over Tragedy Anthology
- Select Mode (2013) publicado emː Unfettered Anthology